# اما چمبرز
اما چمبرز (انگلیسی: Emma Chambers; ۱۱ مارس ۱۹۶۴ – ۲۱ فوریهٔ ۲۰۱۸) یک هنرپیشه اهل بریتانیا بود.
از فیلم‌ها یا برنامه‌های تلویزیونی که وی در آن نقش داشته‌است می‌توان به ناتینگ هیل و براوو دو صفر اشاره کرد.